# 큰귀틈새얼굴박쥐
큰귀틈새얼굴박쥐(Nycteris macrotis)는 틈새얼굴박쥐과에 속하는 박쥐의 일종이다. 아프리카 전역의 숲과 사바나 지역에서 발견된다. 빈슨틈새얼굴박쥐(N. vinsoni)는 한때 큰귀틈새얼굴박쥐의 아종으로 간주했지만, 2004년에 별도의 종으로 분리되었다. 그러나 일부 저자는 아직도 빈슨틈새얼굴박쥐를 큰귀틈새얼굴박쥐의 아종으로 간주하거나 큰귀틈새얼굴박쥐 복합종의 일종으로 간주하고 있다.

## 아종
3종의 아종이 알려져 있다.
- N. m. aethiopica
- N. m. luteola
- N. m. macrotis.